# Branddamm

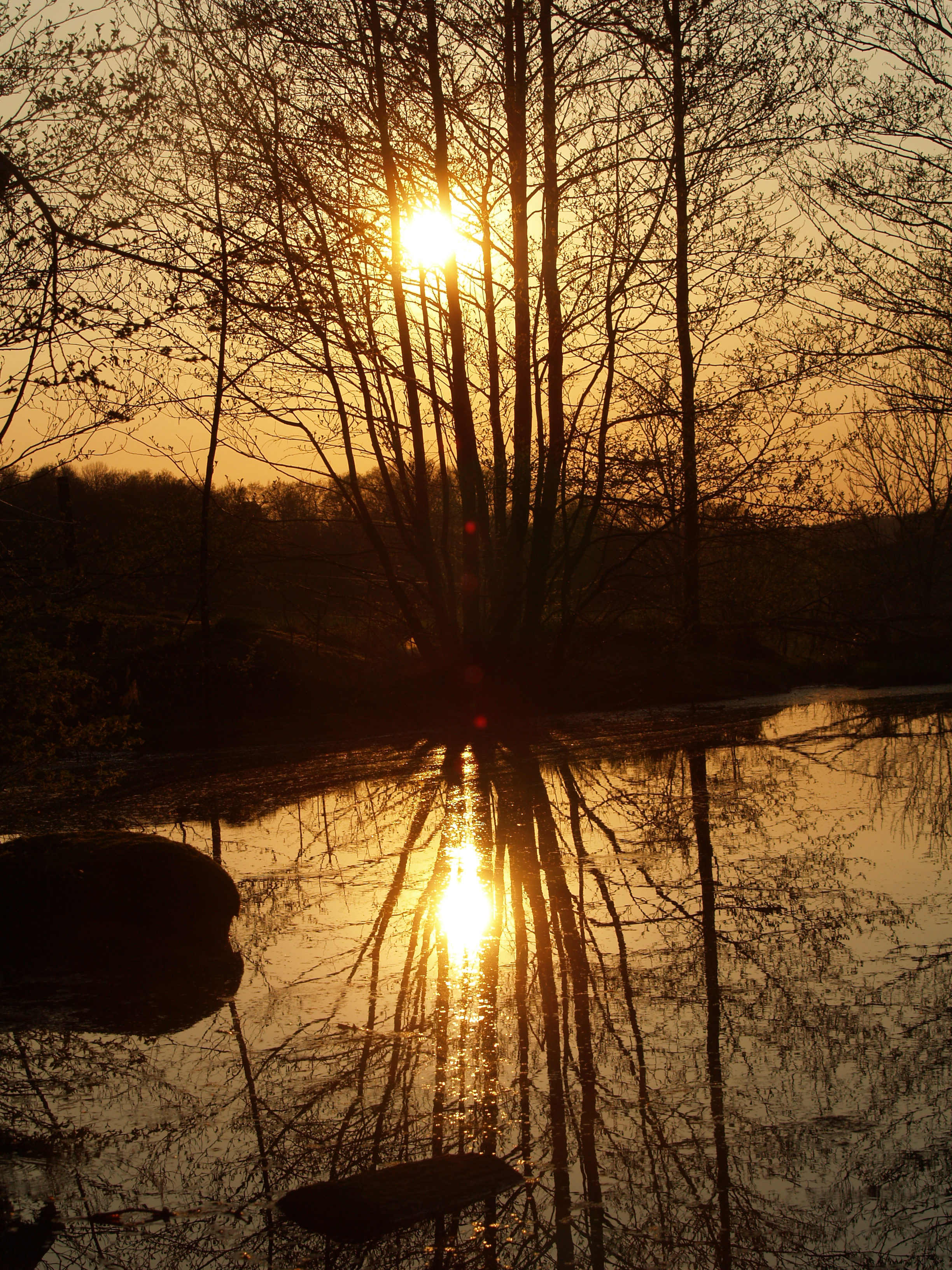
Branddamm i Askesby Högen, Hisingen, Göteborgs kommun. Dammen grävdes för hand av byns jordbrukare i början av 1900-talet

En branddamm är en konstgjord vattensamling i syfte att tillhandahålla tillräckligt mycket släckvatten vid en eventuell brand.
Branddammar var vanliga förr i tiden, då det var svårt att få fram tillräckligt mycket vatten tillräckligt snabbt vid bränder i byar och tätorter. Då man ofta bodde i trähus, ofta utan brandavskiljande väggar, var det extra viktigt med snabba släckinsatser.
I äldre byar, såsom i Öxnäs och Askesby Högen på Hisingen, Göteborgs kommun, hittar man fortfarande branddammar, som i vissa fall kan vara överväxta. I Öxnäs har de underjordisk förbindelse med flera av gårdarna - en tidig variant av brandposter.

## Idag
I takt med att räddningstjänsterna fick bättre fordon för distribution av släckvatten (sprut- och släckbilar, tankfordon och även möjlighet till inkoppling på brandposter kopplade till de kommunala vattennäten), har behovet minskat. 
I närheten av större industrier kan man dock se nybyggda branddammar som är tänkta att kunna komplettera räddningstjänsternas släckbilar i samband med större bränder. Till vardags kan dessa dammar även tjäna som kylbassänger för verksamheten.